# Estação Tres Olivos

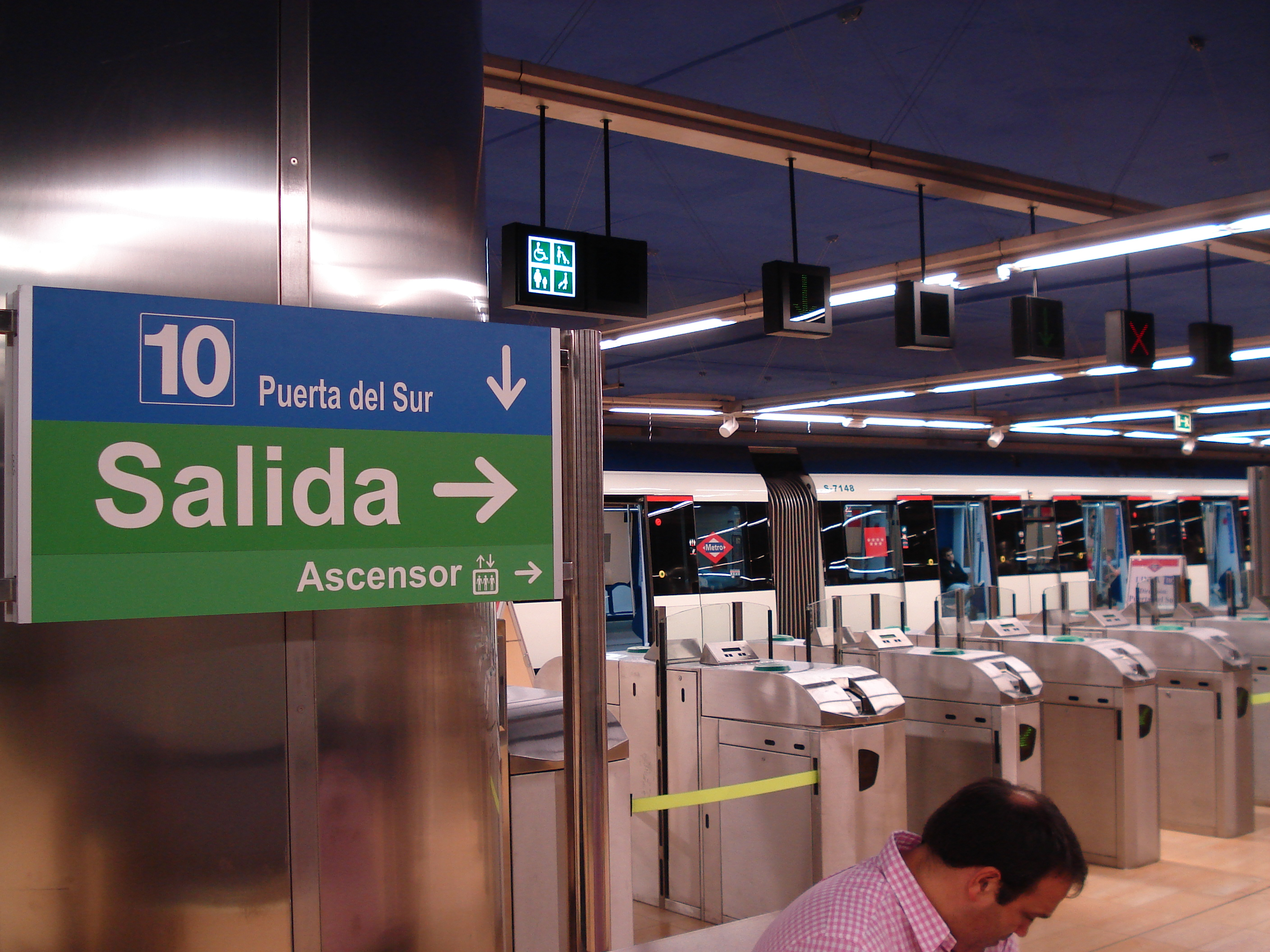
Catracas de acesso, Estação Tres Olivos.

Tres Olivos é uma estação da Linha 10 do Metro de Madrid.